# Unione Sportiva Lecce 1967-1968
Questa voce raccoglie le informazioni riguardanti l'Unione Sportiva Lecce nelle competizioni ufficiali della stagione 1967-1968.

## Divise
| Casa | Alternativa |

## Rosa
| N. |                   | Ruolo | Calciatore          |
| -- | ----------------- | ----- | ------------------- |
| 28 | Italia (bandiera) | C     | Antonio Bugnaro     |
|    | Italia (bandiera) | P     | Fausto Mezzanzanica |
|    | Italia (bandiera) | D     | Stefano Marcucci    |
|    | Italia (bandiera) | D     | Aldo Lucci          |
|    | Italia (bandiera) | D     | Rocco Melideo       |
|    | Italia (bandiera) | D     | Franco Pavoni       |
|    | Italia (bandiera) | C     | Eugenio Bersellini  |
|    | Italia (bandiera) | C     | Angelo Cesana       |

| N. |                   | Ruolo | Calciatore         |
| -- | ----------------- | ----- | ------------------ |
|    | Italia (bandiera) | C     | Giuseppe Cartisano |
|    | Italia (bandiera) | C     | Gianfranco Comola  |
|    | Italia (bandiera) | C     | Ulderico Sacchella |
|    | Italia (bandiera) | C     | Mario Dalla Pietra |
|    | Italia (bandiera) | C     | Luigi Trevisan     |
|    | Italia (bandiera) | A     | Rino Mellina       |
|    | Italia (bandiera) | A     | Angelo Mammì       |
|    | Italia (bandiera) | A     | Nicola Taiano      |

## Fonte
- WLecce.it.